# Giuseppe Lumia
Giuseppe « Beppe » Lumia (né le 28 juin 1960 à Termini Imerese) est un homme politique italien, président de la commission parlementaire anti-mafia.

## Biographie
Député démocrate de gauche durant quatre législatures de 1994 à 2008, il est membre et président de la Commission parlementaire antimafia.
Il est élu au Sénat en 2008. Lors des élections générales italiennes de 2013, bien qu'appartenant au Parti démocrate, Giuseppe Lumia est élu sénateur sur une liste Il Megafono, présentée par Rosario Crocetta.